# Barbara Blomberg
Barbara Blomberg, auch Blomberger, Plumberger, Plumperg (* 1527 in der Reichsstadt Regensburg; † 18. Dezember 1597 in Ambrosero, Spanien), auch bekannt als Schöne Barbara, war eine kurzzeitige Geliebte des Kaisers Karl V. und die Mutter seines Sohnes Don Juan de Austria, des Oberbefehlshabers der Heiligen Liga von 1571 gegen das Osmanische Reich und Siegers der Seeschlacht von Lepanto. 

## Leben

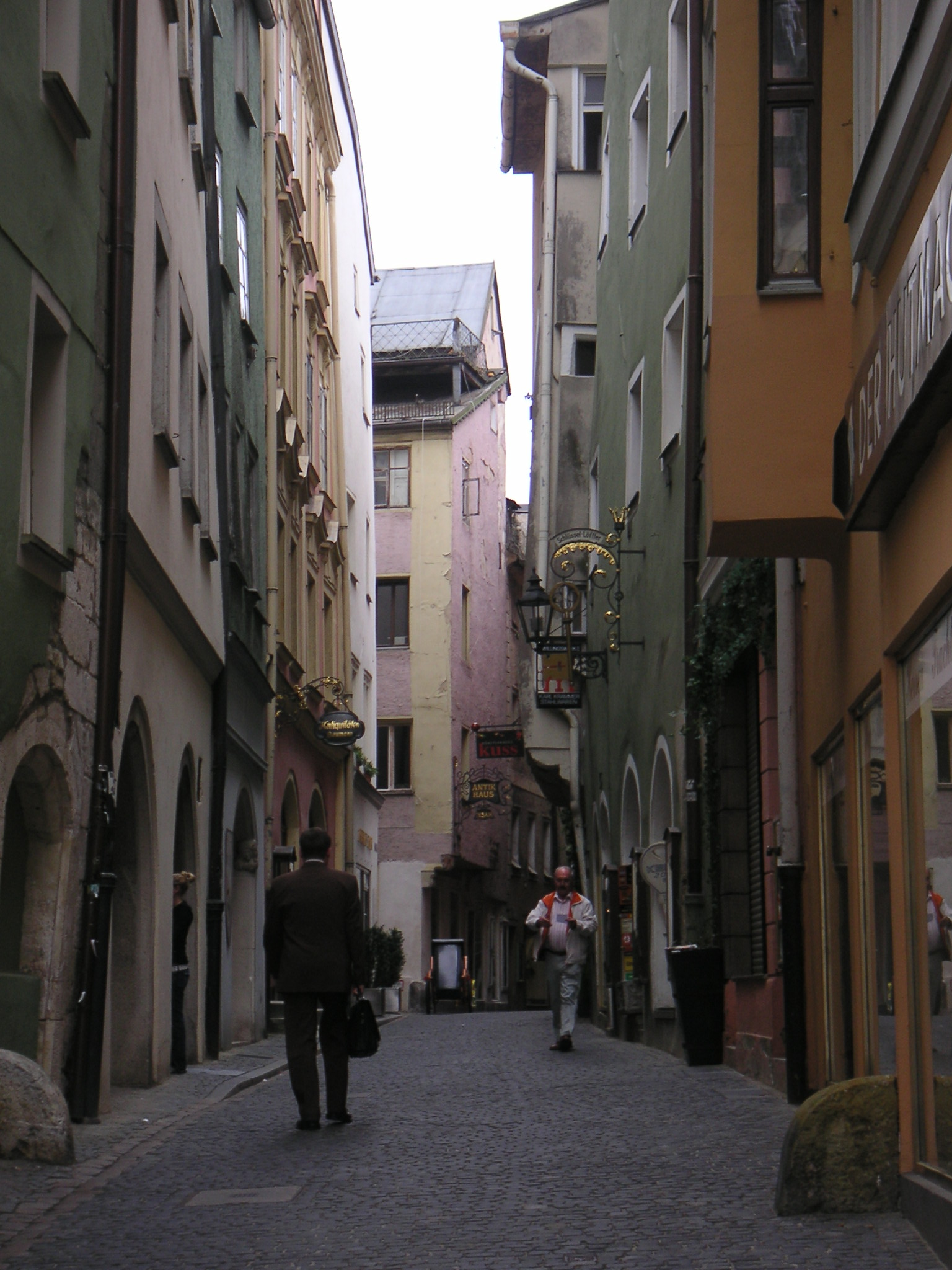
Kramgasse in Regensburg

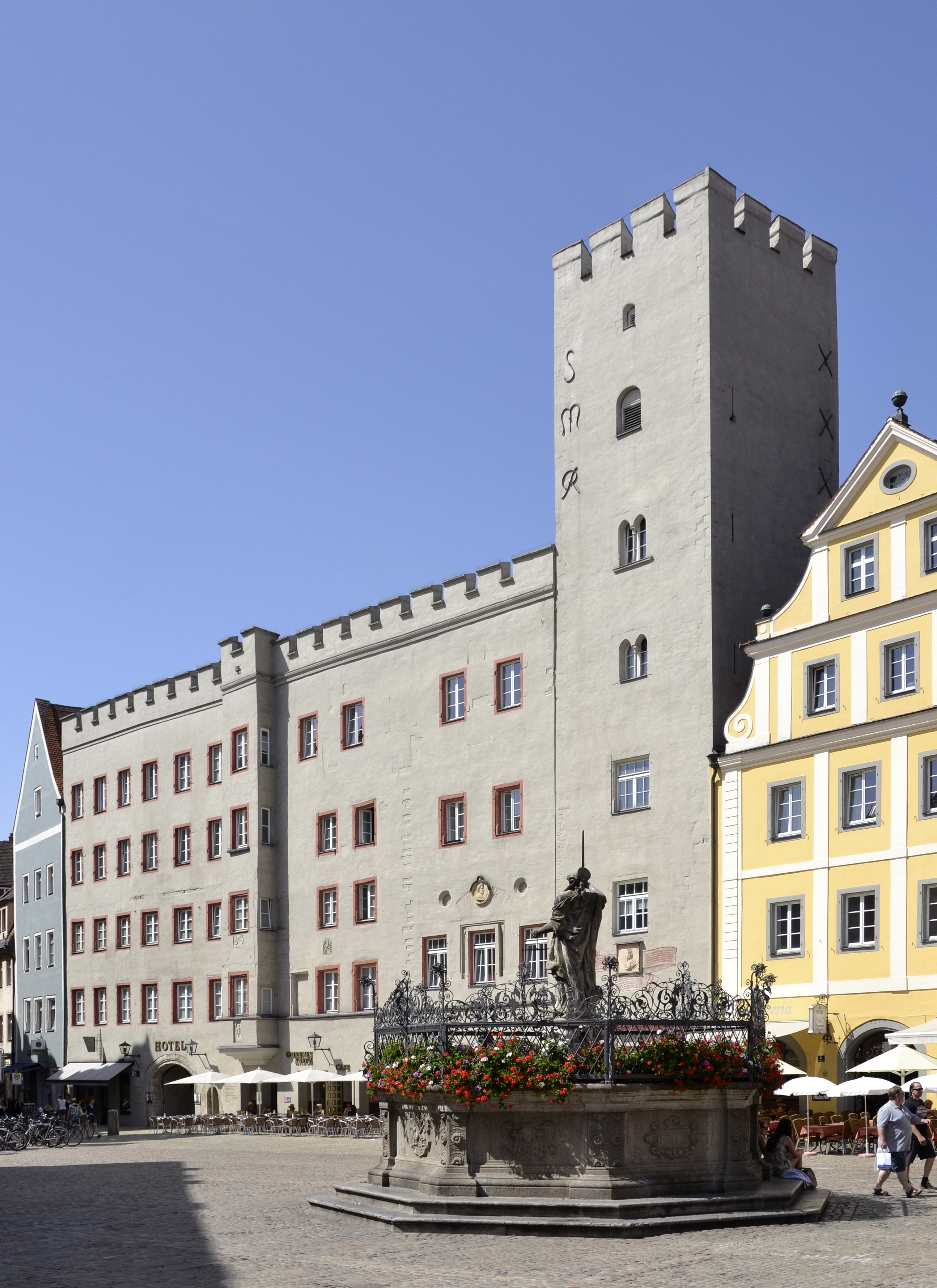
Kaiserherberge Goldenes Kreuz in Regensburg

Barbara wurde als älteste Tochter des Gürtlermeisters Wolfgang Plumberger und seiner Frau Sibilla in der Kramgasse zu Regensburg geboren.
Die 19-Jährige war aufgrund ihrer Schönheit stadtbekannt. Als Kaiser Karl V. im Sommer 1546 auf dem Reichstag in Regensburg weilte, lernte er die Frau kennen. Damals war es üblich, dass allerhöchsten Herrschaften auf der Durchreise von den Magistraten der Reichsstädte Unterhaltung geboten wurde. Zwischen den beiden entwickelte sich eine stürmische, aber kurze Romanze. Diese spielte sich in der Kaiserherberge Goldenes Kreuz ab.
An der Herberge Zum Goldenen Kreuz am Haidplatz steht zur Erinnerung:
In disem Haus von alter Art /

Hat offt geruet nach langer fahrt

Herr KAYSER CARL DER FÜNFFT genandt /

In aller Welt gar wohl bekannt /

Der hat auch hie zu gueter stundt

Geküsset einer Jungkfraw mundt.

Dieselb die hiess bei fern und nah 

Man nur die schöne BARBARA / 

Ihr Stamm war bieder / schlicht und recht  

PLUMBERGER schrieb sich das Geschlecht /

dem bracht des Kaysers lieb viel Leid /

doch trost und heyl der Christenhait.

Dann draus erwuchs / dem Vatter gleich

der DON JUAN VON OESTERREICH /

der bey LEPANTO in der Schlacht /

Vernichtet hat der Türckhen Macht

der HERR vergellts Ihm alle Zeit /

So yetzt wie auch in Ewigkheit.
Am 24. Februar 1547 (auf den Tag genau 47 Jahre nach seinem Vater) wurde ihr gemeinsamer Sohn unter strenger Geheimhaltung in Regensburg geboren. Er wurde im Alter von drei Jahren von seiner Mutter getrennt und nach Spanien gebracht. Barbara heiratete bald darauf den kaiserlichen Beamten Hieronymus Kegel. Dies wurde erleichtert durch eine Jahresrente von 400 Talern und 5000 Gulden Heiratsgut, welche ihr vom kaiserlichen Hof bewilligt worden waren. 1551 siedelte die Familie nach Brüssel über. Ihr Mann war Musterungs- und Kriegskommissar und für die Ausrüstung des kaiserlichen Söldnerheeres zuständig. Sie hatten drei gemeinsame Kinder.

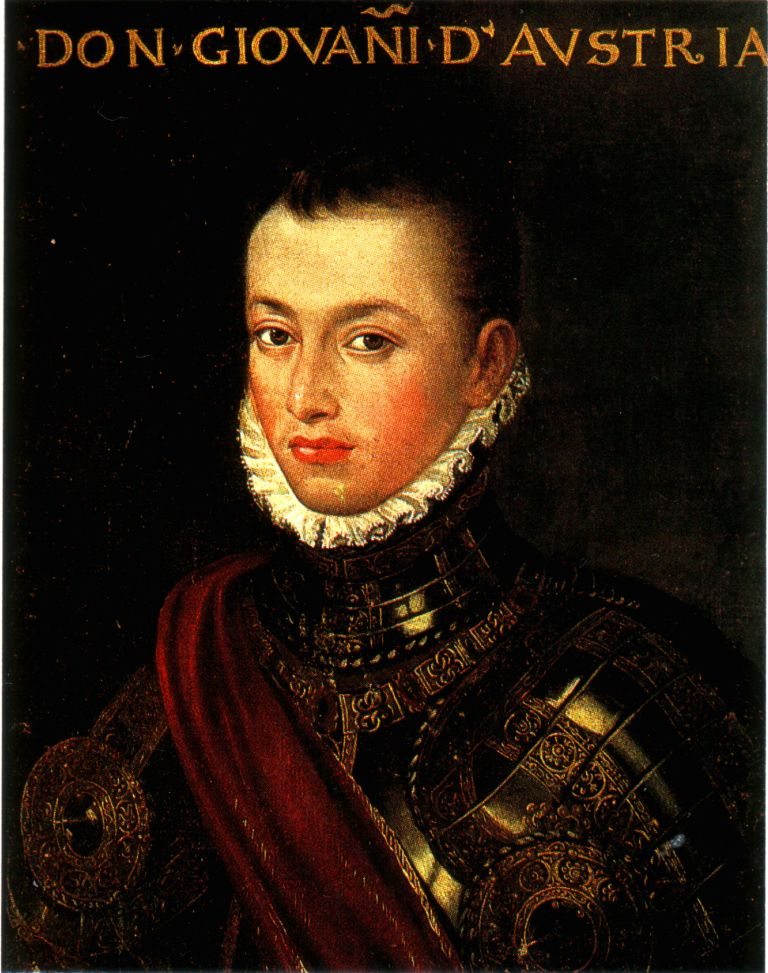
Don Juan de Austria

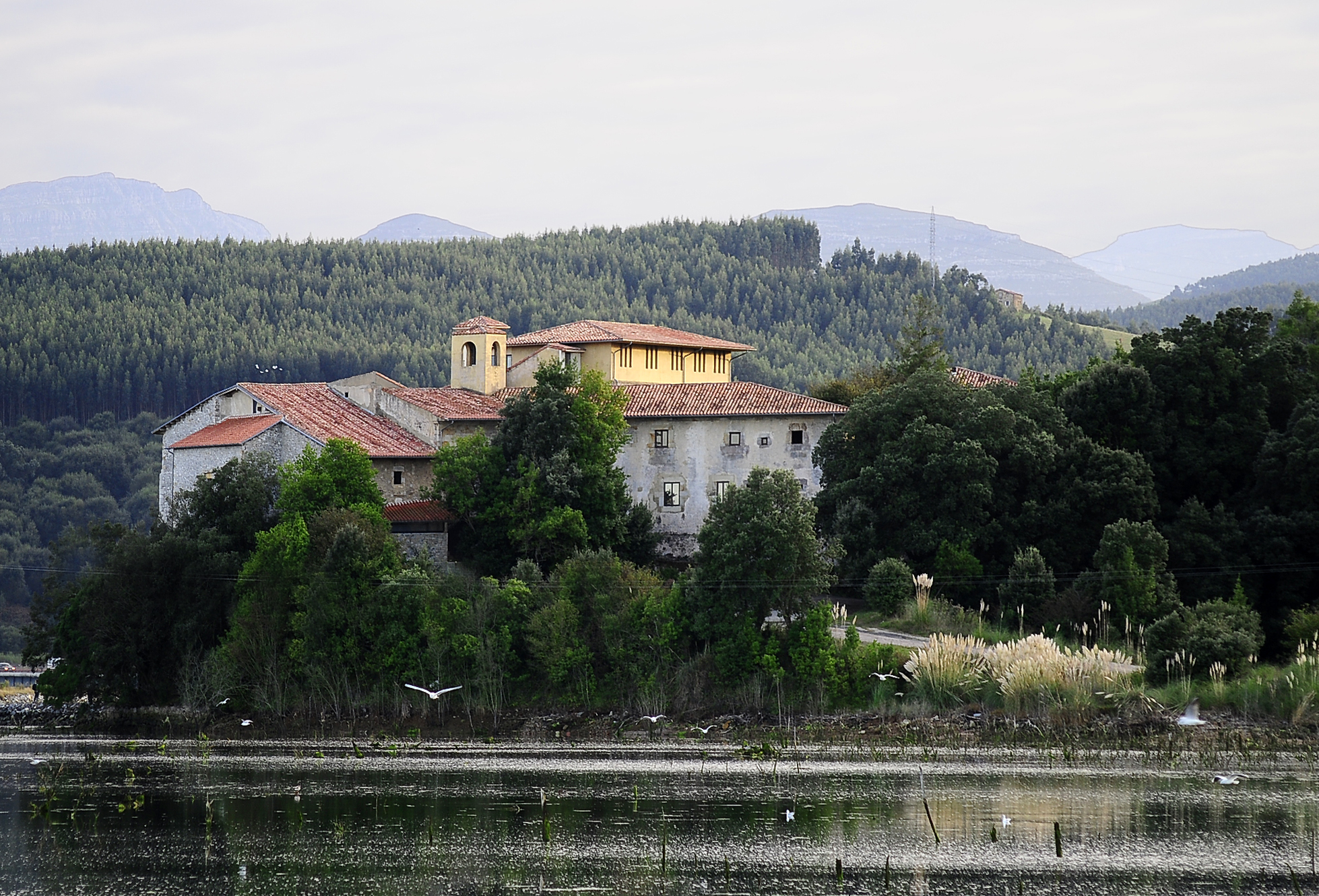
Kloster San Sebastián de Hano in Escalante

Als der Ehemann 1569 starb, ließ er seine Familie in unsicheren finanziellen Verhältnissen zurück. Auf Veranlassung des Herzogs von Alba, der zu der Zeit Statthalter der Niederlande war, gewährte Philipp II., der Sohn Karls V., Barbara und ihren Kindern einen großzügig bemessenen Unterhalt. Damit verschaffte er ihr eine angesehene gesellschaftliche Stellung. Im Gegenzug sollte sie in ein spanisches Kloster übersiedeln. Geheimagenten hatten berichtet, dass Barbara zahlreiche Freier habe und mit der Betreiberin eines Antwerpener Bordells befreundet sei. Barbara war jedoch nicht bereit, ihr freizügiges und selbstbestimmtes Leben aufzugeben. Alba verschob sie von Antwerpen nach Gent, dann Luxemburg. 
Im November 1576 gab es in Luxemburg ein einziges Treffen zwischen Mutter und Sohn Juan. Dieser sollte im Mai 1577 sein Amt als Generalstatthalter der Niederlande antreten. Der Inhalt des Gespräches ist nicht überliefert; jedoch erklärte sich Barbara danach bereit, nach Spanien umzuziehen, um das Amt ihres Sohnes nicht zu erschweren. Am 13. März 1577 landete sie im Hafen von Laredo, begleitet von ihrem Sohn Konrad Kegel, ihrer Schwiegertochter, der Baroness Maria de Algora de Saint-Martin, und ihrer vier Enkel. Magdalena de Ulloa, die Witwe von Luis Méndez Quijada, bei denen ihr Sohn aufgewachsen und erzogen worden war, erwartete sie. Sie ging in ein Dominikanerinnenkloster in Kastilien, Convento de Santa María de las Dueñas in San Cebrián de Mazote, 70 km südlich von Valladolid. 
Nach dem frühen Tod ihres Sohnes Juan 1578 gestattete ihr Philipp II. auf ihre Bitte hin, ihren Wohnsitz frei zu wählen. Sie ließ sich zunächst in dem kleinen Ort Colindres nieder, wo die Familie von Juan de Escobedo, dem einstigen Sekretär ihres Sohnes, der von englischen Agenten ermordet worden war, ein Gut besaß. 1584 zog sie nach Ambrosero, einem Dorf in der Nähe, in der heutigen Region Kantabrien. Dort bewirtschaftete sie zusammen mit ihren Kindern und einigen Bediensteten einen gepachteten Bauernhof und führte ein unabhängiges Leben, weiterhin unterstützt mit einer Pension von 3.000 Dukaten. 
„Madame Barbara de Blombergh“, wie man sie nannte, starb im Alter von 70 Jahren auf ihrem Landgut. Sie wurde in der Kirche des Klosters San Sebastián de Hano in Escalante bestattet. In ihrem Nachlass fand man einen Wappenring Karls V.

## Künstlerische Verarbeitung
- Barbara Blomberg – Schauspiel von Carl Zuckmayer
- Barbara Blomberg – Historischer Roman von Georg Ebers
- Die Sternenstunde der Barbara Blomberg – Novelle von Heinz Schauwecker
- Die Geliebte des Kaisers. Kaiser Karl V. und Barbara Blomberg – Roman von Manfred Böckl. Weltbild, Berlin 2003.